# BAE Huancavilca (SS-102)
El S-102 Huancavilca es un submarino clase 209 del tipo 1300. Fue construido para la Armada del Ecuador en los astilleros de Howaldswerke de la ciudad de Kiel, en Alemania.
Su nombre viene de la Cultura Huancavilca un pueblo precolombino de la región litoral del Ecuador que se extendía desde la Isla Puná cerca a Guayaquil hasta tierra adentro hacia el sur de la Provincia del Guayas. Eran considerados navegantes por herencia.

## Modernización
Como parte del plan de fortalecimiento de las Fuerzas Armadas Ecuatorianas los submarinos Tipo 209 de la Armada fueron modernizados en los astilleros de ASMAR en Chile.
El primero en ser modernizado va a ser el BAE  Shyri, debido a que en el 2003 sufrió un accidente que lo dejó parcialmente dañado, Los trabajos se desarrollarán en Asmar Talcahuano entre los años 2008 y 2012.
Paralelamente tendrá lugar un programa de entrenamiento para las tripulaciones ecuatorianas en establecimientos de instrucción especializada de la Armada de Chile en Talcahuano.
La modernización de estos sumergibles es uno de los mayores contratos militares asignados por Ecuador en los últimos años. Cabe destacar que Asmar ganó la adjudicación compitiendo con astilleros con capacidad y experiencia de construcción de submarinos de Brasil y Alemania, la modernización incluye un ajuste mayor a los sistemas de control de máquinas, de navegación y de propulsión, así como reemplazo de baterías y revisión de periscopios, también incluirá una actualización y ampliación de capacidades, en la línea de los trabajos realizados por ASMAR en los submarinos clase 209 (Thompson y Simpson) de la Armada de Chile.
La ampliación de capacidades bélicas comprenderá la integración del sistema de mando táctico SUBTICS del fabricante francés Thales, junto con la adaptación de los sumergibles ecuatorianos para el lanzamiento de torpedos pesados Tigershark y misiles Exocet SM39, Estos últimos pueden ser disparados mientras los submarinos navegan sumergidos.
En septiembre del año 2014, con un costo total de 125 millones de dólares, concluyó el proyecto denominado “Albacora”, que contempló la modernización de los dos submarinos clase 209 de la Armada de Ecuador el BAE “Shyri”, y su gemelo, el BAE “Huancavilca”, en la Planta Industrial de ASMAR Talcahuano-Chile.